# Burg Cleeberg
Die Burg Cleeberg ist eine im östlichen Hintertaunus gelegene Burg im Ortskern des Ortsteils Cleeberg der Gemeinde Langgöns im Landkreis Gießen in Hessen.

## Geschichte
Die genaue Erbauungszeit der Burg ist nicht bekannt. Sie wurde 1129 erstmals schriftlich erwähnt als Besitz der Grafen von Cleeberg, um 1230 durch Erbteilung als Ganerbschaft. Der Bergfried der Wehrburg wird 1263 erstmals urkundlich erwähnt.
1557 wurde die Burganlage mit schlossähnlichem Hauptgebäude in Hufeisenform zur Wohnburg und um 1700 durch Anbau von Nebengebäuden erweitert, nachdem sich 1648 die Landgrafen von Hessen-Darmstadt zu 2/3 und die Grafen von Nassau zu 1/3 den Besitz teilten. Seinen Anteil an Amt und Grafschaft Cleeberg trat Hessen-Darmstadt 1803 an Nassau ab, nicht jedoch den Burgbesitz, und richtete in den Gebäuden eine Försterei ein. 1845 erwarb die Gemeinde Cleeberg den Besitz und nutzte ihn für die Einrichtung einer Schule. 1855 und 1882 wurden baufällige Teile des Bergfrieds abgetragen und in den Halsgraben verfüllt. 1968 entkernte man die Wohngebäude. In den neu aufgeteilten Räumen wurde von 1970 bis 1979 ein Hotel betrieben. Seit 1982 ist die Burg Cleeberg privater Besitz einer Eigentümergemeinschaft.

## Anlage

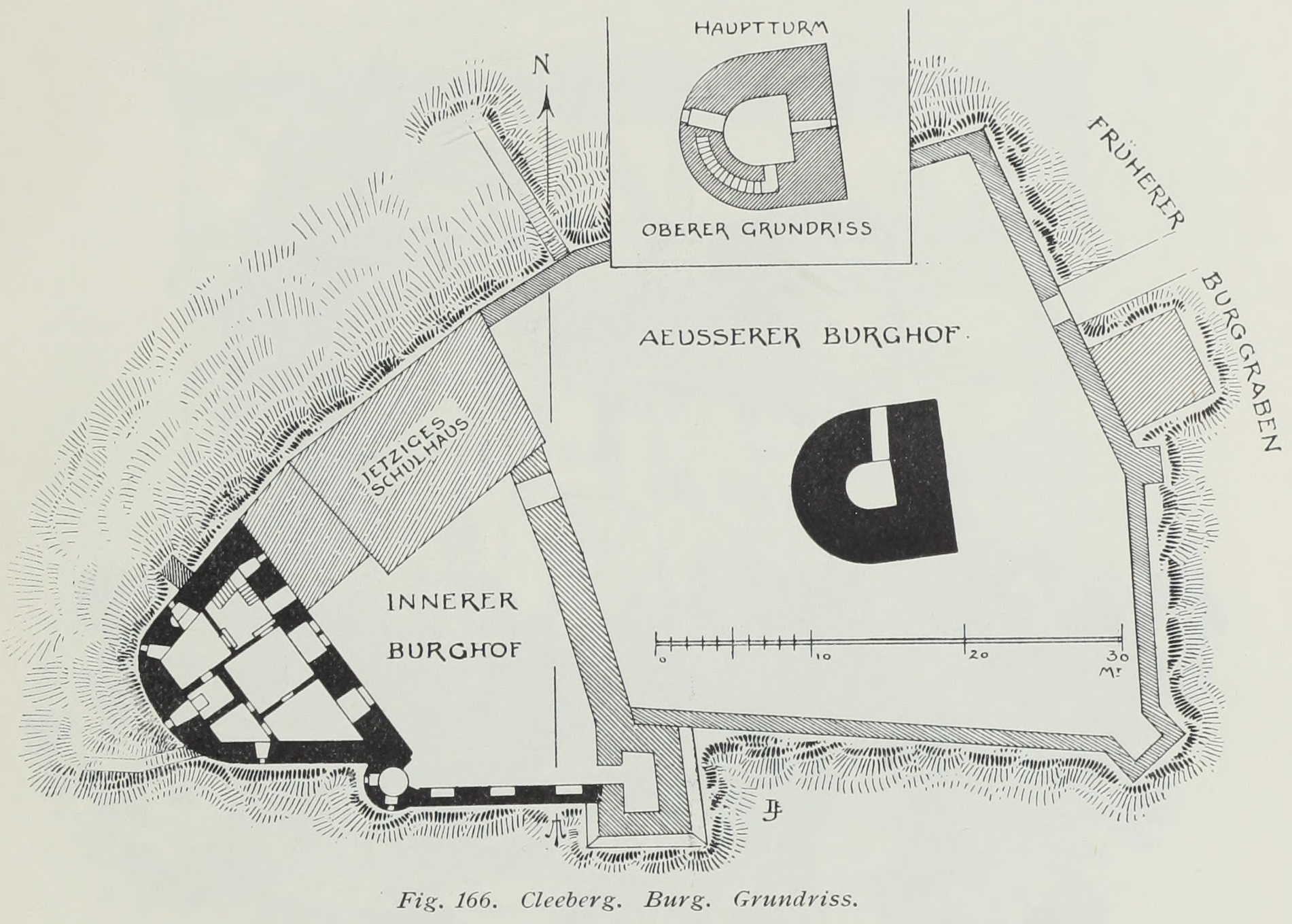
Grundriss der Burg Cleeberg von 1905 (der Pfeil zeigt hier N nicht als Norden, sondern nach Westen)

Die erhöht liegende, in etwa dreieckige Grundfläche der Burganlage wurde ehemals von einer Ringmauer umschlossen und lässt Reste einer Vorburg erkennen. Noch um 1900 war ein vor dem ehemaligen Palas gelegener kleinerer innerer Hof abgeteilt vom Burghof um den Bergfried. Dessen Zugang bzw. Zufahrt besteht über den früheren Burggraben von Süden her. Das hufeisenförmige Palasgebäude liegt an der nördlichen Spitze der Anlage. Sein Halbrund korrespondiert mit dem ebenfalls talwärts nach Norden zu halbrund ausgeführten Bergfried, von dessen früherer Höhe – über 33 Meter als steinerner Turm plus etwa 9 Meter hölzerne Aufbauten – heute noch 20,60 Meter übrig sind.